# Aphis apocynicola
Aphis apocynicola är en insektsart. Aphis apocynicola ingår i släktet Aphis och familjen långrörsbladlöss. Inga underarter finns listade i Catalogue of Life.